# Aschisma carniolicum
Aschisma carniolicum là một loài Rêu trong họ Pottiaceae. Loài này được (F. Weber & D. Mohr) Lindb. mô tả khoa học đầu tiên năm 1878.